# گوشتخوارهای زیرزمینی
گوشتخوارهای زیرزمینی یا فیلاکس‌ها (نام علمی: Philcoxia) نام یک سرده از خانواده بارهنگیان است.